# 簡斯克里克鎮區 (阿肯色州蘭道夫縣)
簡斯克里克鎮區（英語：Janes Creek Township）是位於美國阿肯色州蘭道夫縣的一個行政鎮區。

## 地方資料
簡斯克里克鎮區的面積為133.44平方千米，當中陸地面積為133.36平方千米，而水域面積為0.08平方千米。根據2010年美國人口普查的數據，當地共有人口702人，而人口密度為每平方千米5.26人。